# F1 2016 (jogo eletrônico)
F1 2016 é um jogo eletrônico de corrida baseado na Temporada de Fórmula 1 de 2016, desenvolvido e publicado pela Codemasters, distribuído pela Square Enix na América do Norte e pela Ubisoft no Japão. O jogo é o oitavo episódio da franquia F1 desenvolvido pela Codemasters. O jogo foi lançado em 19 de agosto de 2016 para PlayStation 4, Xbox One e PC. O jogo também foi lançado para iOS, Android e tvOS em 10 de novembro de 2016.O grande defeito do game é a impossibilidade de se trocar o motor ou o câmbio do carro,o que tira muito o realismo do game.

## Recursos
A Codemasters anunciou que os jogadores vão agora ser capazes de jogar uma carreira revista, que consiste de dez temporadas completas, em vez de cinco temporadas em jogos anteriores. O jogo também inclui 21 circuitos da temporada de 2016, com comentários de David Croft e Anthony Davidson, e todas as 11 equipes e 22 pilotos competindo no campeonato, incluindo o retorno da Renault, e a nova equipe Haas. Os jogadores também serão capazes de escolher a hora do dia em que uma corrida tem lugar, personalizar o capacete de projetos e escolher um número de corrida para o modo carreira. O carro de segurança voltará e a mecânica relacionada a ele foi revista. O jogo é, também, para ver a introdução do Carro de Segurança Virtual, inícios manuais, entrada manual da reta dos boxes e a introdução da volta de apresentação. A pesquisa e o aspecto de desenvolvimento do jogo também será revisto para permitir que os jogadores tenham um maior grau de controle sobre o desempenho do carro. Salas online serão expandidas para permitir grids de largada de 22 carros.

## Recepção
O jogo recebeu uma recepção melhor do que a do jogo anterior.